# 保家镇
保家镇，是中华人民共和国重庆市彭水苗族土家族自治县下辖的一个乡镇级行政单位。

## 行政区划
保家镇下辖以下地区：
鹿山社区、青平社区、羊头铺社区、溪口村、大河坝村、大堂村、龙河村、清水村、三江村、团堡村、长窑村和东流村。